# Isopontonia platycheles
Isopontonia platycheles är en kräftdjursart som beskrevs av Bruce 1982. Isopontonia platycheles ingår i släktet Isopontonia och familjen Palaemonidae. Inga underarter finns listade i Catalogue of Life.